# Evropska Formula 3
Evropska Formula 3, tudi Formula 3 Euroseries, pred tem Evropsko prvenstvo Formule 3 in Evropski pokal Formule 3, je nekdanje dirkaško prvenstvo formul v Evropi, ki je potekalo med letoma 1975 in 2012. Prvenstvo, ki je potekalo med letoma 2003 in 2012, je nastalo z združitvijo nemške in francoske Formule 3.

## Prvaki

### Formula 3 Euroseries (2003 do 2012)
| Leto | Dirkač            | Toč | Zmage | Poli | Najh. krogi | Moštvo          | Šasija-motor       |
| ---- | ----------------- | --- | ----- | ---- | ----------- | --------------- | ------------------ |
| 2012 | Daniel Juncadella | ?   | ?     | ?    | ?           | Prema Powerteam | Dallara-Mercedes   |
| 2011 | Roberto Merhi     | ?   | ?     | ?    | ?           | Prema Powerteam | Dallara-Mercedes   |
| 2010 | Edoardo Mortara   | ?   | ?     | ?    | ?           | Signature       | Dallara-Volkswagen |
| 2009 | Jules Bianchi     | ?   | ?     | ?    | ?           | Prema Powerteam | Dallara-Mercedes   |
| 2008 | Nico Hülkenberg   | ?   | ?     | ?    | ?           | ASM Formule 3   | Dallara-Mercedes   |
| 2007 | Romain Grosjean   | 106 | 6     | 4    | ?           | ASM Formule 3   | Dallara-Mercedes   |
| 2006 | Paul di Resta     | 86  | 5     | 5    | 1           | ASM Formule 3   | Dallara-Mercedes   |
| 2005 | Lewis Hamilton    | 172 | 15    | 13   | 10          | ASM Formule 3   | Dallara-Mercedes   |
| 2004 | Jamie Green       | 139 | 7     | 6    | 7           | ASM Formule 3   | Dallara-Mercedes   |
| 2003 | Ryan Briscoe      | 110 | 8     | 4    | 5           | Prema Powerteam | Dallara-Opel       |

### Evropsko prvenstvo Formule 3 (1975 do 2003)
| Leto | Dirkač             | Moštvo                          |
| ---- | ------------------ | ------------------------------- |
| 1975 | Larry Perkins      | Cowangie Ralt-Ford              |
| 1976 | Riccardo Patrese   | Trivellato Chevron-Toyota       |
| 1977 | Piercarlo Ghinzani | AFMP March-Toyota               |
| 1978 | Jan Lammers        | Roger Heavens Ralt-Toyota       |
| 1979 | Alain Prost        | Martini-Renault                 |
| 1980 | Michele Alboreto   | Euroracing March-Alfa Romeo     |
| 1981 | Mauro Baldi        | Euroracing March-Alfa Romeo     |
| 1982 | Oscar Larrauri     | Pavanello Euroracing-Alfa Romeo |
| 1983 | Pierluigi Martini  | Pavesi Ralt-Alfa Romeo          |
| 1984 | Ivan Capelli       | Coloni Martini-Alfa Romeo       |
| 1985 | Alex Caffi         | Coloni Dallara-Alfa Romeo       |
| 1986 | Stefano Modena     | Euroteam Reynard-Alfa Romeo     |
| 1987 | Steve Kempton      | Reynard R&D Reynard-Alfa Romeo  |
| 1988 | Joachim Winkelhock | WTS Reynard-VW                  |
| 1989 | Gianni Morbidelli  | Forti Dallara-Alfa Romeo        |
| 1990 | Alessandro Zanardi | RC Dallara-Alfa Romeo           |
| 1999 | Benoit Tréluyer    | Signature Dallara-Renault       |
| 2000 | Jonathan Cochet    | Signature Dallara-Renault       |
| 2001 | Anthony Davidson   | Carlin Dallara-Mugen Honda      |
| 2003 | Ryan Briscoe       | Prema Dallara-Opel              |